# Tatsuya Takahashi
Tatsuya Takahashi (jap. 高橋 達朗, Takahashi Tatsuya; * 27. Dezember 1931 in Tsuruoka, Präfektur Yamagata; † 29. Februar 2008) war ein japanischer Jazzmusiker (Tenorsaxophon und Bandleader).
Takahashi leitete in den 1970er-Jahren die Bigband-Formation Tokyo Union Orchestra (高橋達也 & 東京ユニオン), mit der er eine Reihe von Alben einspielte, stilistisch zwischen Bigband-Jazz, Fusion und Funk angelegt, z. T. ähnlich der Musik des Thad Jones/Mel Lewis Orchestra. Seiner Band gehörten u. a. Seiji Inoue und Takashi Ohi an. 1978 gastierte er mit der 17-köpfigen Tokyo Union und der Sängerin Mari Nakamoto auf dem Montreux Jazz Festival; außerdem trat er auf dem Monterey Jazz Festival auf. 1983 legte er ein Ellington-Album vor (Chasin the Duke). 1988 nahm er das Tribut-Album Plays Miles and Gil (Paddle Wheel) auf; Arrangeur war David Matthews. Ab den 1980er-Jahren arbeitete er mit seinem Trio Tatsuya Takahashi 3 (mit Kenji Nishiyama und Nobuo Kato), außerdem mit Takeshi Inomata, Naoki Nishi, Yasuko Agawa, Nobuo Hara, Martha Miyake und zuletzt mit Shūji Atsuta. Im Bereich des Jazz listete der Diskograf Tom Lord zwischen 1975 und 1999 seine Beteiligung an 21 Aufnahmesessions.